# Borough
Un borough, pronunciato /ˈbʌɹə/ (), è una forma di amministrazione locale tipica del mondo anglosassone. Sebbene in origine facesse riferimento a un centro urbano dotato di mura e autonomo dal punto di vista amministrativo, corrispondente all'italiano borgo, col tempo questo termine è passato a indicare centri abitati differenti, assumendo il significato di distretto amministrativo. Oggigiorno si tratta di una entità amministrativa correlata al mondo anglosassone, ma non solo, di livello base che viene retta da un sindaco o un presidente con una giunta, in pratica equivalente all'incirca con ciò che in Italia è denominato comune o municipalità. Attualmente il borough si trova in Inghilterra, nell'Irlanda del Nord, nella provincia canadese del Quebec, in alcuni Stati degli Stati Uniti e in Australia (in passato anche in Nuova Zelanda).
Una traccia delle sue origini è costituita dal suffisso -borough (o -brough) che appare in alcuni toponimi di comuni e città in Inghilterra: nella parte meridionale del Paese lo si trova nella forma -bury (in questa forma è usato anche nell'area statunitense della Nuova Inghilterra) mentre la forma -burg (o -burgh) è più comune in Scozia e nella parte meridionale e occidentale degli Stati Uniti.

## Storia
La parola borough proviene da una forma protogermanica "*burgz", ossia "luogo fortificato": in area germanica compare nelle forme bury, burgh e brough (Inghilterra), burgh (Scozia), Burg (Germania), borg (Scandinavia), burcht, burg (Olanda), boarch (Frisone occidentale), oltre che in altre lingue indoeuropee sotto forma di prestito, come ad esempio borgo (italiano), bourg (francese), burgo (spagnolo e portoghese), burg (romeno), purg (caicavico), durg (दर्ग) (hindi) e arg (ارگ) (persiano). Queste parole ricorrono spesso come suffissi di toponimi (ad esempio Aldeburgh, Bamburgh, Tilbury, Tilburg, Strasburgo, Lussemburgo, Edimburgo, Grundisburgh, Amburgo, Göteborg), segno che originariamente queste località erano insediamenti fortificati.
Nell'Inghilterra medievale i borough (burgh in Scozia) erano centri dotati di una certa forma di autonomia amministrativa, e spesso avevano diritto ad eleggere propri rappresentanti al Parlamento. La loro origine probabilmente deve essere ricondotta all'organizzazione elaborata da re Alfredo il Grande, che aveva sviluppato un sistema difensivo basato su centri fortificati (burhs) dotati di una propria autonomia. In seguito alla conquista normanna il termine burh/borough passò a indicare un centro fornito di una propria autorità locale. Con questo significato il termine bourgh si è esteso in tutto il mondo anglosassone, e ha finito così a indicare insediamenti totalmente diversi fra loro, dalla singola cittadina dotata di un'amministrazione pubblica al distretto urbano di città metropolitane (come ad esempio a New York, Londra e Montreal) e fino ad avere addirittura le dimensioni di una regione, come nel caso del North Slope Borough in Alaska. Questa varietà di forme si accompagna, dunque, a un'ampia serie di differenze dal punto di vista dei poteri amministrativi concessi.

## Iboroughattuali

### Canada
Nel Québec, il termine borough è usato come traduzione ufficiale del termine francese arrondissement e individua le suddivisioni amministrative di una città.

### Regno Unito
Nel Regno Unito il termine borough è utilizzato per definire diverse forme di amministrazione locale, rette da un consiglio presieduto da un sindaco.
In Inghilterra viene usato per individuare le suddivisioni in distretti delle aree metropolitane. Ad esempio, Londra è suddivisa in 33 borough tra i quali sono compresi City of London e City of Westminster. Nelle contee rurali, il titolo viene assegnato alle aree di discreta urbanizzazione che non abbiano tuttavia raggiunto il rango di città. 
In altre parti del Paese, e in Irlanda del Nord, alcuni distretti o suddivisioni amministrative sono chiamati borough. Nella storia, il termine era usato per individuare un tipo specifico di governo locale chiamato municipal corporation.
Occasionalmente, il sovrano accordò lo status di royal borough: la località più nota è Bognor divenuta in seguito al nuovo status "Bognor Regis".

### Stati Uniti
Negli Stati Uniti il termine ha usi diversi.
In Pennsylvania il termine è usato come equivalente del termine town usato in altri Stati. In sintesi, un'entità territoriale è definita borough quando è più grande di un villaggio ma non sufficientemente grande per essere classificata come città.
In Connecticut viene usato per definire quello che in Michigan e in Wisconsin è chiamato village, ovvero una municipalità parzialmente autonoma e soggetta alla supervisione dell'area urbana (Civil township) o della contea (County) in cui è situata.
In New Jersey, così come in Connecticut, i borough sono delle aree a densità abitativa media indipendenti dalla contea o township nella quale sono collocate. Al contrario di quanto accade in Connecticut, i borough sono però completamente indipendenti e non sono soggetti alla supervisione della township nella quale si trovano.
La città di New York, da un punto di vista amministrativo, è suddivisa in cinque borough che corrispondono alle storiche contee della città:
- The Bronx, corrispondente alla contea del Bronx
- Brooklyn, corrispondente alla contea di Kings
- Manhattan, corrispondente alla contea di New York
- Queens, corrispondente alla contea di Queens (che prima di essere compresa entro New York City comprendeva anche l'attuale contea di Nassau)
- Staten Island, corrispondente alla contea di Richmond.

Ogni borough ha un governo, composto da un presidente e da alcuni membri della giunta della città che rappresentano il borough. I poteri sono inferiori a quelli del consiglio cittadino.
In Alaska il termine borough è usato al posto del termine county e individua una suddivisione amministrativa dello Stato. Mentre gli altri Stati hanno una suddivisione basata su tre livelli (Stato/county/township), l'Alaska, a causa delle sue dimensioni e della scarsa densità di popolazione, ne ha solo due (Stato/borough).
In Alaska ogni borough ha una sede, una sorta di capoluogo o centro amministrativo. A titolo di esempio, Anchorage è un borough urbano così come Sitka, Juneau, Haines e Yakutat. 

### Australia
In Australia il termine borough è usato per definire l'amministrazione locale. Ad inizio 2025, l'unico borough esistente è il borough di Queenscliffe nello stato di Victoria.